# Каа-Хемський кожуун
Каа-Хемський кожуун (тив.: Каа-Хем кожуун) — район республіки Тива Російської Федерації. Центр — село Сариг-Сеп.
Розташований у північно-східній частині Республіки Тива в Улуг-Хемський котловині на Каа-Хемському плоскогір'ї. Район створений Всетувинським установчим хуралом у серпні 1921 року.

## Транспорт
Районний центр — село Сари-Сеп розташований на відстані 89 кілометрів від міста Кизила. Зв'язок районного центру з сільськими поселеннями — автотранспортом. Переправа через річку Малий Енисей на поромах. Дороги в районі в основному ґрунтові, загальна протяжність доріг 600 км, у тому числі з асфальтовим покриттям 74 км.

## Демографія
В районі 11 сільських поселень, більшість розташована на берегу Малий Енисей. За національним складом в основному тувинці та росіяни.

## Природа
Основний ґрунтовий покрив каштанового типу, механічний склад ґрунтів від легко суглинистого до піщаного. Загальна площа району 2572,6 тис. га, площа Держлісфонду — 2286,1 тис. га, у тому числі зайнятого лісами 2049,2 тис. га. Рослинність переважає листяна, а також ялина, модрина, сосна, тополя. Ліса багаті дикими тваринами (марали, кабани), птахами, ягоди та грибами. Широкі між гірські долини є основними землями, які використовуються для зрошуваного землеробства злакових та овочевих сільськогосподарських культур.

## Корисні копалини
На території кожууна відомі і розробляються розсипи золота Бай-Сют — 65 кг на рік, Кара-Ос — 40 кг на рік, Кара-Бельдир, Тардан 103 кг, план на 2012 рік — 800 кг на рік. Значні ресурси мінеральних вод освоєні слабо.